# Isla (raffinaderij)
Isla is een raffinaderij op het schiereiland Isla op Curaçao. Het heeft een capaciteit van 335.000 vaten nominaal per dag. De raffinaderij werd in 1918 geopend door de Koninklijke Nederlandse Petroleum Maatschappij (later Shell). 

## Eigenaren
in 1918 werd de raffinaderij door de Koninklijke Nederlandse Petroleum Maatschappij (KNPM) opgericht. In 1985 werd de licentie afgegeven aan Petróleos de Venezuela S.A. (PdVSA), die op 31 december 2019 afliep. Via de dochtermaatschappij Refineria Isla Curaçao exploiteerde PdVSA de raffinaderij-installaties, die het bezit waren van Refineria di Kòrsou (RdK), een Curaçaose overheidsnv. Sindsdien wordt de exploitatie tijdelijk voortgezet door de Curaçaose overheid. 

## Geschiedenis
In 1912 had Shell een concessie verworven om naar aardolie te zoeken in Venezuela, ten oosten van het Meer van Maracaibo.  De olievondsten waren aanvankelijk bescheiden laag en Shell besloot een kleine opslagplaats te bouwen op Curaçao. In 1915 nam de olieproductie sterk toe en dit maakte een raffinaderij mogelijk. Het Meer van Maracaibo had een geringe diepte waardoor schepen de bronnen slecht kon bereiken en het wankele bestuur in Venezuela speelde een rol in deze keuze. Dat Curaçao slechts 80 kilometer van Venezuela ligt, was ook een pluspunt. Aanvankelijk werd ook nog veel olie uit Mexico verwerkt, maar na de nationalisatie in 1938 ging de raffinaderij uitsluitend Venezolaanse olie verwerken.
Tot het einde van de jaren 1920 waren er minder dan 300 mensen in dienst van de raffinaderij, maar in 1929 was dit gestegen naar 10.924. Naast arbeiders uit de regio kwamen er ook veel uit Portugal. De economische crisis van begin jaren dertig leidde tot veel ontslagen, maar nam weer geleidelijk toe vanaf 1934 geleidelijk maar het duurde tot 1945 voordat het personeelsbestand weer boven de 10.000 uitkwam. Na het overlijden van de Venezolaanse president Gómez in 1935 was in het land het sentiment gekeerd tegen de “uitverkoop van nationale rijkdom.” In 1943 werd een wet aangenomen waardoor de Antilliaanse raffinaderijen geen olie uit nieuwe concessies mochten verwerken. Shell werd gedwongen te investeren in een nieuwe raffinaderij in Venezuela die in 1947 de poorten opende.
Op basis van de bestaande concessies was de aanvoer van olie nog verzekerd, maar op termijn zou de aanvoer zeker dalen. Een proces van afslanking begon en tussen 1954 en 1969 nam de werkgelegenheid met 75% af. Verder werd er nauwelijks meer geïnvesteerd in de modernisering van de raffinaderij. Dat de Verenigde Staten in 1959 importrestricties op olieproducten introduceerden werkte zeker nadelig voor de raffinaderij, het land was een zeer grote afnemer van de olieproducten uit Curaçao.
Op 30 mei 1969 brak een grote staking uit. Zo'n 4000 arbeiders van de raffinaderij legden het werk neer vanwege de moeizame onderhandelingen over een nieuwe collectieve arbeidsovereenkomst (CAO). De stakers trokken richting het regeringscomplex Fort Amsterdam. Onderweg kwamen er meer mensen bij en de protestactie veranderde in een volksopstand. Diverse gebouwen in Willemstad gingen in vlammen op. Uiteindelijk vielen er twee doden en tientallen gewonden.
Venezuela nationaliseerde de olie-industrie in 1976. Voor Shell betekende dit een belangrijke verandering in de relatie met de grootste leverancier. Er kwam minder olie naar de raffinaderij en de inkoopprijzen stegen waardoor een scenario voor het vertrek van uit de raffinaderij nadrukkelijker in beeld kwam. In 1977 deed Venezuela een voorstel om een belang te nemen in de raffinaderij, maar dit werd door Shell afgewezen. Venezuela was op zijn beurt niet bereid de olie met een korting te leveren. De raffinaderij draaide met verlies waardoor een sluiting voor Shell onafwendbaar werd.
Shell besloot zich terug te trekken en in 1985 werd de eilandelijke overheid van Curaçao de nieuwe eigenaar en de bedrijfsvoering kwam in handen van Petróleos de Venezuela S.A. (PdVSA) op basis van een leasecontract met een looptijd tot 2019. Investeringen in de raffinaderij bleven achter waardoor vooral geproduceerd werd met oude installaties. De milieuproblematiek dat dit met zich meebracht leidde tot veel rechtszaken tegen de raffinaderij of tegen de overheid. De oliefabriek leverde in 2018 nog altijd een bijdrage van 5 tot 6 procent van het bruto nationaal product van het land.
Op 31 december 2019 liep het PdVSA-leasecontract voor de exploitatie van Isla en Bullenbaai af. In eerste instantie sluit de regering-Schotte een overeenkomst met PdVSA over de modernisering en verbetering van de raffinaderij. Nadat op 22 augustus 2013 de Staten van Curaçao een motie aannemen waarin de regering wordt opgeroepen een nieuwe exploitant te zoeken voor de raffinaderij, wordt in november 2013 een Multidisciplinair Team ingesteld die de zoektocht moet begeleiden. Als eerste wordt gefocust op de liggende overeenkomst met PdVSA en op 22 mei 2014 wordt een aangepaste overeenkomst getekend waarin partijen overeenkomen binnen zes maanden tot een nieuwe overeenkomst te moeten komen en mocht dat niet lukken, dan staat het Curaçao vrij een nieuwe partner te zoeken die de exploitatie van 31 december 2019 mag overnemen. Op 15 september 2016 sluit het kabinet-Whiteman een overeenkomst met Guangdong Zhenrong Energy Co. Ltd voor onderhandelingen over energie-infrastructuurprojecten, op 19 november 2016 wordt een 'binding and irrevocable' Heads of Agreement gesloten en op 21 november 2016 wordt aan PdVSA meegedeeld dat zij na 31 december 2019 niet meer de exploitant van de raffinaderij zijn. De regering-Rhuggenaath informeert Guangdong Zhenrong Energy Co. Ltd op 31 december 2017 dat de overeenkomst van 19 november 2016 nietig is omdat het bedrijf niet voldoet aan de gestelde bepalingen. Hierna start het overheidsbedrijf Refineria di Kòrsou (RdK) een nieuwe zoektocht, de eerste voorkeurskandidaat Motiva Enterprises/Amroco haakt af nadat een leden van het onderhandelingsteam worden veroordeeld voor corruptie. In een nieuw proces komt de Klesch Group als preferred bidder uit de bus. De coronapandemie en de lage olieprijs leidden er echter toe dat de onderhandelingen hierover mislukten. In mei 2021 sloot RdK een exploitatie-overeenkomst met Corc BV (Curacao Oil Refinery Complex).. Ook dit proces loopt spaak, ditmaal omdat Corc geen proof of funds en proof of products kan overleggen. Een nieuwe zoektocht resulteert in een overeenkomst met Caribbean Petroleum Refinery (CPR). Nadat bleek dat een financiele partner van CPR vervalste documenten had ingebracht en bleek dat CPR had meegewerkt aan het omzeilen van het olie-embargo tegen Venezuela, is ook deze potentiele partner de deur gewezen. Een volgende zoektocht resulteert op 1 juli 2024 in de ondertekening van een overeenkomst met Oryx Petroleum Group waarin zij het recht krijgt om de raffinaderij en de olieterminal in Bullenbaai voor 30 jaar te exploiteren.
Na het vertrek van PdVSA werd een jarenlange juridische strijd gevoerd tussen Curaçao en Venezuela. In december 2023 bereikten de twee een overeenkomst. Venezuela gaat gedurende tien jaar olie leveren met een totale tegenwaarde van US$ 450 miljoen waarmee de schuld van PdVSA wordt afgelost. Verder betaalt PdVSA nog een extra bedrag voor afvloeiings- en pensioenregelingen aan het voormalige personeel. Tot slot levert PdVSA technische kennis en personeel voor een project waarmee de hinder van de uitstoot van zwaveldioxide wordt verminderd.